# Águas Boas
Águas Boas é uma povoação portuguesa do Município de Sátão que foi sede da extinta Freguesia de Águas Boas, freguesia que tinha 7,95 km² de área e 172 habitantes (2011), e, por isso, uma densidade populacional de 21,6 hab/km².
Em 2013, a Freguesia de Águas Boas foi extinta e agregada à Freguesia de Forles, criando-se a União das Freguesias de Águas Boas e Forles.
Águas Boas localiza-se no extremo norte do Município, no Planalto Dolménico que vai da serra da Lapa até à Queiriga e Cota, distando cerca de 22 km da sede do Município, confrontando com as freguesias de Ferreira de Aves, Quintela da Lapa, Lamosa e Forles, e ficando perto das nascentes do rio Vouga e Paiva.
Caracterizava-se por ser uma freguesia tipicamente rural, virada para o sector agrícola e florestal e de onde sobressaem as belas paisagens naturais. Diz-se de Águas Boas que é dotada de ares lavados, soalheira, terra úbere e frescal, onde as batatas se criam quase sem rega. É uma zona onde predomina o castanheiro.
Esta freguesia possuía também um património cultural e edificado onde se destacam os seus caminhos rurais, os utensílios rurais tradicionais, as casas de traço tradicional, uma praça antiga que serve como centro da freguesia e a sua Igreja Matriz recheada de valiosa arte sacra.

## População
| População da freguesia de Águas Boas | População da freguesia de Águas Boas | População da freguesia de Águas Boas | População da freguesia de Águas Boas | População da freguesia de Águas Boas | População da freguesia de Águas Boas | População da freguesia de Águas Boas | População da freguesia de Águas Boas | População da freguesia de Águas Boas | População da freguesia de Águas Boas | População da freguesia de Águas Boas | População da freguesia de Águas Boas | População da freguesia de Águas Boas | População da freguesia de Águas Boas | População da freguesia de Águas Boas |
| ------------------------------------ | ------------------------------------ | ------------------------------------ | ------------------------------------ | ------------------------------------ | ------------------------------------ | ------------------------------------ | ------------------------------------ | ------------------------------------ | ------------------------------------ | ------------------------------------ | ------------------------------------ | ------------------------------------ | ------------------------------------ | ------------------------------------ |
| 1864                                 | 1878                                 | 1890                                 | 1900                                 | 1911                                 | 1920                                 | 1930                                 | 1940                                 | 1950                                 | 1960                                 | 1970                                 | 1981                                 | 1991                                 | 2001                                 | 2011                                 |
| 280                                  | 268                                  | 423                                  | 470                                  | 290                                  | 335                                  | 334                                  | 321                                  | 379                                  | 391                                  | 307                                  | 307                                  | 308                                  | 225                                  | 172                                  |

Nos anos de 1890 e 1900 tinha anexada a freguesia de Forles
| Distribuição da População por Grupos Etários | Distribuição da População por Grupos Etários | Distribuição da População por Grupos Etários | Distribuição da População por Grupos Etários | Distribuição da População por Grupos Etários | Distribuição da População por Grupos Etários | Distribuição da População por Grupos Etários | Distribuição da População por Grupos Etários | Distribuição da População por Grupos Etários | Distribuição da População por Grupos Etários |
| -------------------------------------------- | -------------------------------------------- | -------------------------------------------- | -------------------------------------------- | -------------------------------------------- | -------------------------------------------- | -------------------------------------------- | -------------------------------------------- | -------------------------------------------- | -------------------------------------------- |
| Ano                                          | 0-14 Anos                                    | 15-24 Anos                                   | 25-64 Anos                                   | > 65 Anos                                    |                                              | 0-14 Anos                                    | 15-24 Anos                                   | 25-64 Anos                                   | > 65 Anos                                    |
| 2001                                         | 21                                           | 44                                           | 110                                          | 50                                           |                                              | 9,3%                                         | 19,6%                                        | 48,9%                                        | 22,2%                                        |
| 2011                                         | 16                                           | 15                                           | 89                                           | 52                                           |                                              | 9,3%                                         | 8,7%                                         | 51,7%                                        | 30,2%                                        |

Média do País no censo de 2001:  0/14 Anos-16,0%; 15/24 Anos-14,3%; 25/64 Anos-53,4%; 65 e mais Anos-16,4%

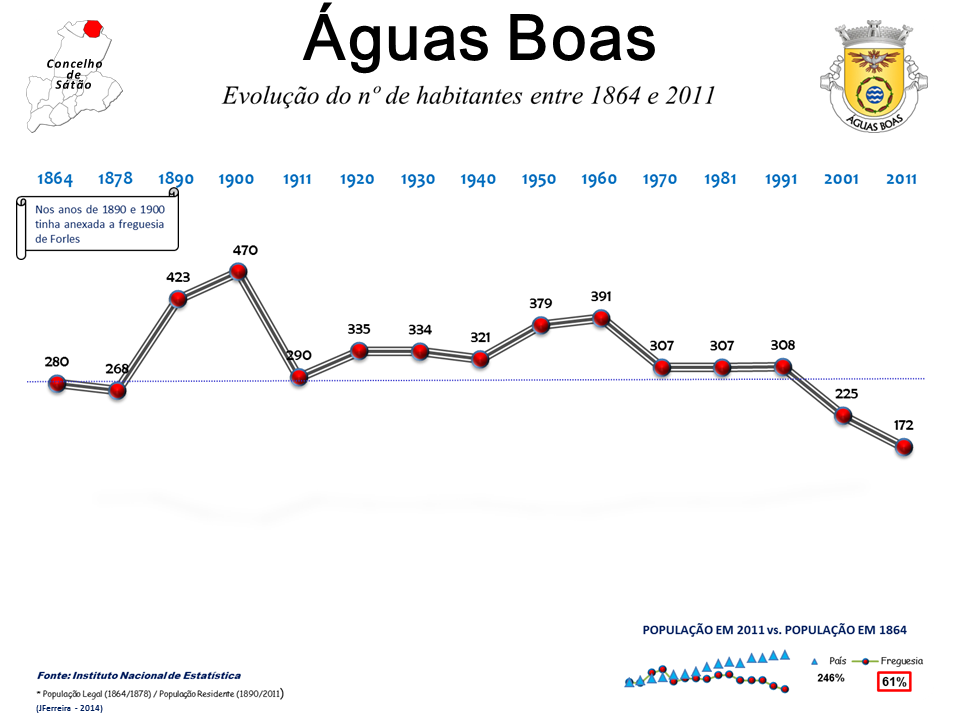
Evolução da População 1864 / 2011

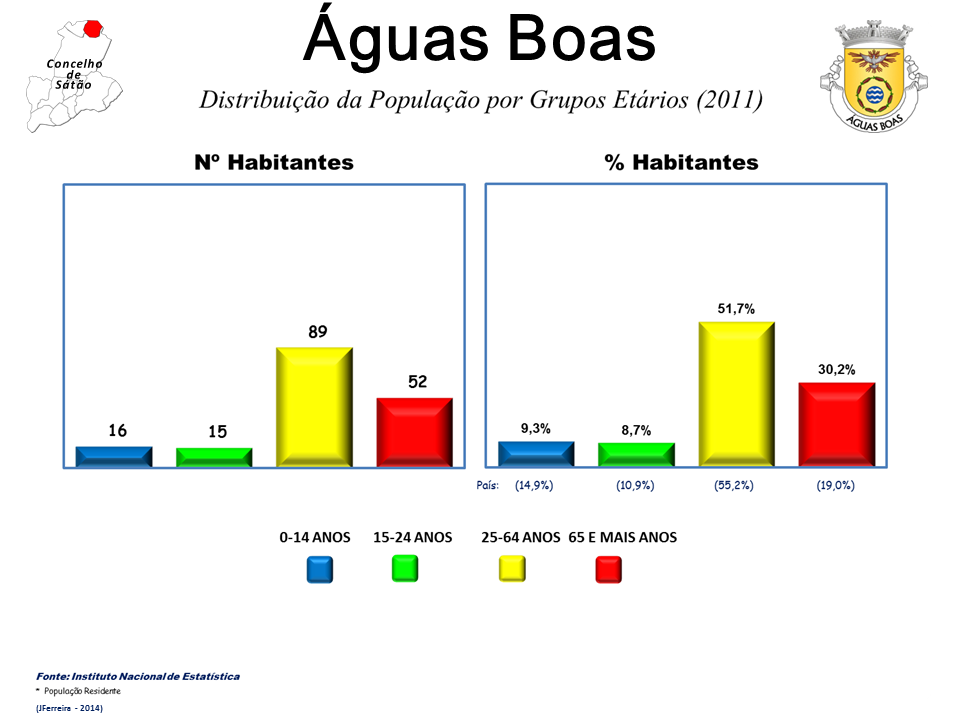
Evolução da População 1864 / 2011

Média do País no censo de 2011:   0/14 Anos-14,9%; 15/24 Anos-10,9%; 25/64 Anos-55,2%; 65 e mais Anos-19,0%